# Банкер-Гілл (Канзас)
Банкер-Гілл (англ. Bunker Hill) — місто (англ. city) в США, в окрузі Расселл штату Канзас. Населення — 103 особи (2020).

## Географія
Банкер-Гілл розташований за координатами 38°52′31″ пн. ш. 98°41′56″ зх. д. / 38.87528° пн. ш. 98.69889° зх. д. (38.875289, -98.698928).  За даними Бюро перепису населення США в 2010 році місто мало площу 3,58 км², уся площа — суходіл.

## Демографія
Згідно з переписом 2010 року, у місті мешкало 95 осіб у 47 домогосподарствах у складі 21 родини. Густота населення становила 27 осіб/км².  Було 66 помешкань (18/км²).
Расовий склад населення:
| - 97,9 % — білих - 1,1 % — азіатів - 1,1 % — осіб інших рас |

До двох чи більше рас належало 0,0 %. Частка іспаномовних становила 1,1 % від усіх жителів.
За віковим діапазоном населення розподілялося таким чином: 21,1 % — особи молодші 18 років, 51,5 % — особи у віці 18—64 років, 27,4 % — особи у віці 65 років та старші. Медіана віку мешканця становила 48,9 року. На 100 осіб жіночої статі у місті припадало 102,1 чоловіків;  на 100 жінок у віці від 18 років та старших — 87,5 чоловіків також старших 18 років.
Середній дохід на одне домашнє господарство  становив 43 196 доларів США (медіана — 36 250), а середній дохід на одну сім'ю — 55 229 доларів (медіана — 60 278). За межею бідності перебувало 2,7 % осіб, у тому числі 0,0 % дітей у віці до 18 років та 9,4 % осіб у віці 65 років та старших.
Цивільне працевлаштоване населення становило 52 особи. Основні галузі зайнятості: мистецтво, розваги та відпочинок — 19,2 %, освіта, охорона здоров'я та соціальна допомога — 17,3 %, сільське господарство, лісництво, риболовля — 17,3 %.